# Pathankot
Pathankot is een stad in het uiterste noorden van de Indiase deelstaat Punjab. De stad, gelegen nabij de grens met Pakistan, is vooral belangrijk als verkeersknooppunt en heeft daarom ook een grote strategische waarde in de conflicten tussen India en Pakistan.

## Demografie
Volgens de Indiase volkstelling van 2001 wonen er 159.559 mensen in Pathankot, waarvan 55% mannelijk en 45% vrouwelijk is. De plaats heeft een alfabetiseringsgraad van 77%.

## Geografie
Pathankot ligt bij de samenkomst van de wegen naar Amritsar in het zuidwesten, Ludhiana over Jalandhar in het zuiden, Dharamsala en Shimla in het oosten en Jammu en Srinagar in het noordwesten. Zo goed als al het verkeer vanuit de Punjab en Delhi naar Jammu en Kasjmir en de hill stations van Himachal Pradesh komt daarom door Pathankot. Spoorlijnen verbinden de stad met Ludhiana, Amritsar en Jammu.
De stad ligt midden in de vruchtbare vlakte van de Punjab, hier bevloeid door de rivieren Beas en Ravi. Vlak ten oosten van de stad beginnen de met oerwoud begroeide Siwaliks.
Vanwege zijn strategische ligging is de stad een belangrijke basis voor het Indiase leger.
Voor het toerisme is Pathankot alleen belangrijk als verkeersknooppunt op de route naar Kasjmir of Himachal Pradesh.

## Geschiedenis
In de vedische tijd zou Pathankot de locatie van de janapadastaat Audumbaras zijn geweest.
Na de onafhankelijkheid van India werd Pathankot opeens een belangrijk strategisch punt, vlak aan de Pakistaanse grens op de enige weg naar Kasjmir. In de Tweede Indiaas-Pakistaanse Oorlog in 1965 werd Pathankot daarom zwaar gebombardeerd door de Pakistaanse luchtmacht.